# Pravo na lijenost
Pravo na lijenost (francuski: Le Droit à la paresse) knjiga je Paula Lafarguea objavljena 1883. godine. U njoj se Lafargue, jedan od najpoznatijih socijalista svih vremena, oštro suprotstavlja borbi radničkog pokreta da proširi najamni rad, umjesto da ga ukine ili barem ograniči. Prema Lafargueu, najamni rad jednak je ropstvu, a boriti se kao radnički pokret za proširenje ropstva jest apsurdno. U knjizi Lafargue predlaže pravo na lijenost, za razliku od prava na rad, koje smatra buržoaskim.

## Uvod u knjigu
Nakon početnog citata iz Lessinga (Budimo lijeni u svemu, osim u ljubavi i piću, osim u tome da budemo lijeni.) poznati uvod knjige glasi: Čudna zabluda posjeduje radničku klasu u nacijama u kojima kapitalistička civilizacija drži svoju vlast. Ova zabluda u sebi vuče individualne i društvene nevolje koje su dva stoljeća mučile tužno čovječanstvo. Ova zabluda je ljubav prema poslu, bijesna strast za radom, gurnuta čak do iscrpljivanja vitalne snage pojedinca i njegovog potomstva. Umjesto da se suprotstave ovoj mentalnoj aberaciji, svećenici, ekonomisti i moralisti bacili su svetu aureolu na rad...

## Pouka
Lafargue smatra da je ludo da se ljudi bore za pravo na osmosatni radni dan. Smatrao je da se automatizacijom, koja je već u njegovo vrijeme jako napredovala, on može skratiti na tri ili četiri sata dnevno. Time bi ostao velik dio dana za stvari koje ljudi zaista žele raditi.
Stroj je spasitelj čovječanstva, tvrdi Lafargue, ali samo ako radno vrijeme koje oslobađa postane slobodno vrijeme. Vrijeme koje se oslobodi obično se pretvara u više sati rada, više sati mučenja i napora. Previše sati dnevno često je ponižavajuće, dok vrlo malo sati rada može biti vrlo osvježavajuće i obogaćujuće, što dovodi do općeg napretka, zdravlja, radosti, zadovoljstva. On je također polemičan protiv ljudskih prava te umjesto toga preferira pravo da ljudi budu lijeni.

## Citati iz teksta
- Zar radnici ne mogu shvatiti da prekomjernim radom iscrpljuju vlastitu snagu i snagu svog potomstva, da su iscrpljeni i mnogo prije nego što dođe vrijeme da budu nesposobni za bilo kakav posao, da apsorbirani i brutalizirani ovim jednim porokom oni prestaju biti ljudi i postaju komadićima ljudi, da u sebi ubijaju sve lijepe sposobnosti, da ništa ne ostave živo i cvjetajuće osim bijesnog ludila za radom. Poput arkadijskih papagaja, ponavljaju lekciju ekonomista: "Radimo, radimo na povećanju nacionalnog bogatstva." O, idioti, industrijska oprema se sporo razvija upravo zbog toga što previše radite.
- Ove pojedinačne i društvene bijede, koliko god bile velike i bezbrojne, koliko god se činile vječne, nestat će poput hijena i šakala kad se lav približi, kada proletarijat kaže "hoću". Ali da bi došao do spoznaje svoje snage, proletarijat mora pogaziti predrasude kršćanske etike, ekonomske etike i etike slobodnog mišljenja. Mora se vratiti svojim prirodnim instinktima, mora proglasiti pravo na lijenosti, koja je tisuću puta plemenitija i svetija od anemičnih prava čovjeka koja su izmislili metafizički pravnici buržoaske revolucije. Mora se naviknuti raditi samo tri sata dnevno, a ostatak dana i noći rezervirati za razonodu i gozbu.
- Aristotelov san je naša stvarnost. Naši strojevi, s dahom vatre, s udovima od neumornog čelika, plodnošću, divno neiscrpni, sami s pokornošću izvršavaju svoj sveti rad. Pa ipak, genijem velikih filozofa kapitalizma i dalje dominira predrasuda o sustavu plaća, najgorem obliku ropstva. Oni još ne razumiju da je stroj spasitelj čovječanstva, bog koji će otkupiti čovjeka od sordidae artes i rada za najam, bog koji će mu dati razonodu i slobodu. Grci su u svojoj zlatnoj eri imali samo prezir prema radu: samo je njihovim robovima bio dopušten rad: slobodni čovjek znao je samo za vježbe za tijelo i um. I tako su se u ono doba ljudi poput Aristotela, Fidije, Aristofana kretali i disali među ljudima; bilo je to vrijeme kada je šačica heroja na Marathonu slomila horde Azije, koje je Aleksandar ubrzo pokorio. Filozofi antike učili su prezir prema radu, toj degradaciji slobodnog čovjeka, pjesnici su opjevali besposlenost, taj dar bogova: O Melibae Deus nobis haec otia fecit.[1]

## Vanjske poveznice
- Pravo biti lijen - besplatno dostupno na marxists.org
- Pravo biti lijen